# Městské muzeum Sedlčany
Městské muzeum Sedlčany sídlí v historické budově staré radnice na rohu Tyršovy ulice a náměstí T. G. Masaryka v centru města Sedlčan v okrese Příbram ve Středočeském kraji. Muzeum je od roku 1992 v majetku města, v budově staré radnice je umístěno od roku 2002. Expozice jsou zaměřeny na historii, přírodu a vlastivědu Sedlčanska a na životní příběhy některých osobností, spojených s tímto regionem. V budově má své místo rovněž muzejní knihovna, prodejna publikací a suvenýrů a kavárna.

## Historie
V souvislosti s přípravami Národopisné výstavy českoslovanské v Praze, plánované na rok 1895, byl v roce 1893 v Sedlčanech ustaven okresní národopisný odbor. Jeho jednatelem se stal spisovatel, pedagog a etnografický badatel Čeněk Habart, autor čtyřsvazkového díla „Sedlčansko, Sedlecko a Voticko“. V regionu bylo zahájeno rozsáhlé sbírání památek, neboť bylo rozhodnuto, že se sedlčanský okres zúčastní národopisné výstavy s prezentací samostatného muzea. Na ustavující valné hromadě, která se konala 10. června 1894, byl ustaven výbor Okresního musea v Sedlčanech. Předsedou nově vzniklého výboru se stal řídící učitel Jan Baxa.

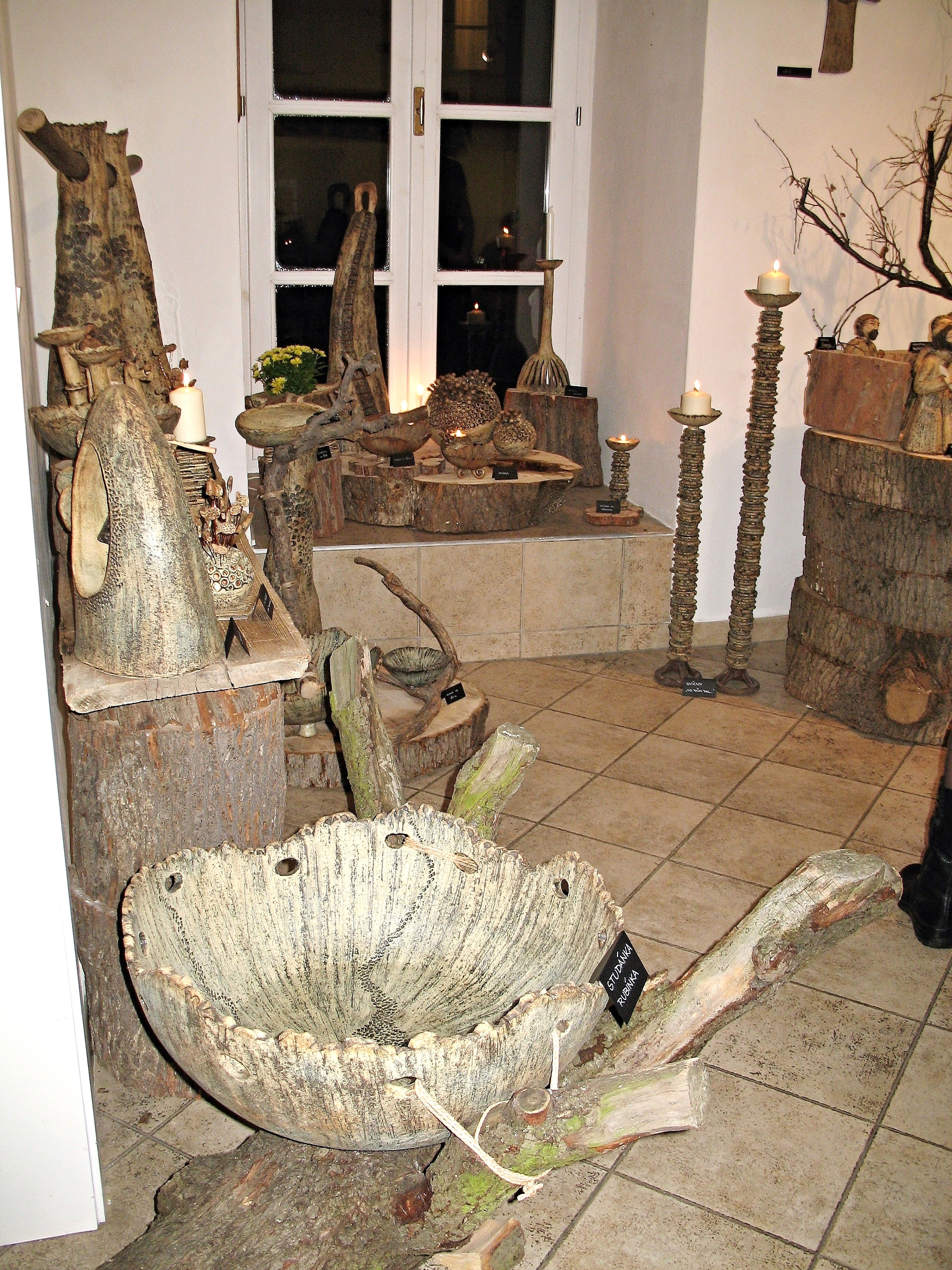
Ukázka předvánoční výstavy v muzeu (prosinec 2014)

První výstavka dosud shromážděných historických exponátů, kterou si prohlédlo kolem dvou tisíc návštěvníků, se konala na podzim roku 1894 v sedlčanském hostinci U Karla IV. Prvním místem, kde byly trvale uloženy stále doplňované sbírky, se stala sedlčanská obecná škola, kde byly pro muzeum vyhrazeny dvě místnosti. Ty byly brzy zcela zaplněny a po roce 1900 se proto podařilo sbírky přestěhovat do budovy hospodářské záložny (náměstí T. G. Masaryka čp. 34, nyní budova městského úřadu). Muzeum zde bylo slavnostně otevřeno 16. března 1902. Muzejní sbírky byly umístěny v areálu Okresní hospodářské záložny v Sedlčanech až do roku 1943, kdy bylo město spolu s desítkami okolních obcí vystěhováno v rámci přeměnění tohoto území na výcvikový prostor zbraní SS. Sbírky byly převezeny do Kamýka nad Vltavou, menší část byla uskladněna ve stodole sedlčanského děkanství.
Exponáty byly vráceny do Sedlčan až v roce 1946 a od 14. června 1953 byla jejich část zpřístupněna v provizorní expozici, umístěné v zasedací síni radnice. V roce 1960 se v souvislosti se zrušením sedlčanského okresu poprvé objevuje označení „Městské muzeum Sedlčany“. Zakrátko byly muzejní sbírky opět přestěhovány, tentokrát na zámek Červený Hrádek, vzdálený asi 2 kilometry východně od Sedlčan. Při stěhování a uložení v nepříliš vyhovujícím prostředí byla část sbírek poničena. V roce 1992 byl Červený Hrádek vrácen v restituci původnímu majiteli Janu Mladotovi ze Solopisk a muzejní sbírky, které přešly do vlastnictví města, se musely opět stěhovat. Provizorně byly uloženy v podkroví bývalé hospodářské záložny, ovšem bez možnosti je znovu vystavit. V roce 1996 rozhodlo městské zastupitelstvo, že pro účely muzea bude uvolněna budova někdejší staré radnice na severovýchodním rohu náměstí. Rekonstrukce, na níž vynaložilo město 13 095 000 korun, proběhla v letech 2001 až 2002. První část nové expozice byla slavnostně otevřena 14. listopadu 2002, v červnu 2003 byly zpřístupněny sbírky ve druhém poschodí. V říjnu 2004 byla otevřena muzejní knihovna, která zároveň plní funkci přednáškového sálu a badatelny.

## Expozice

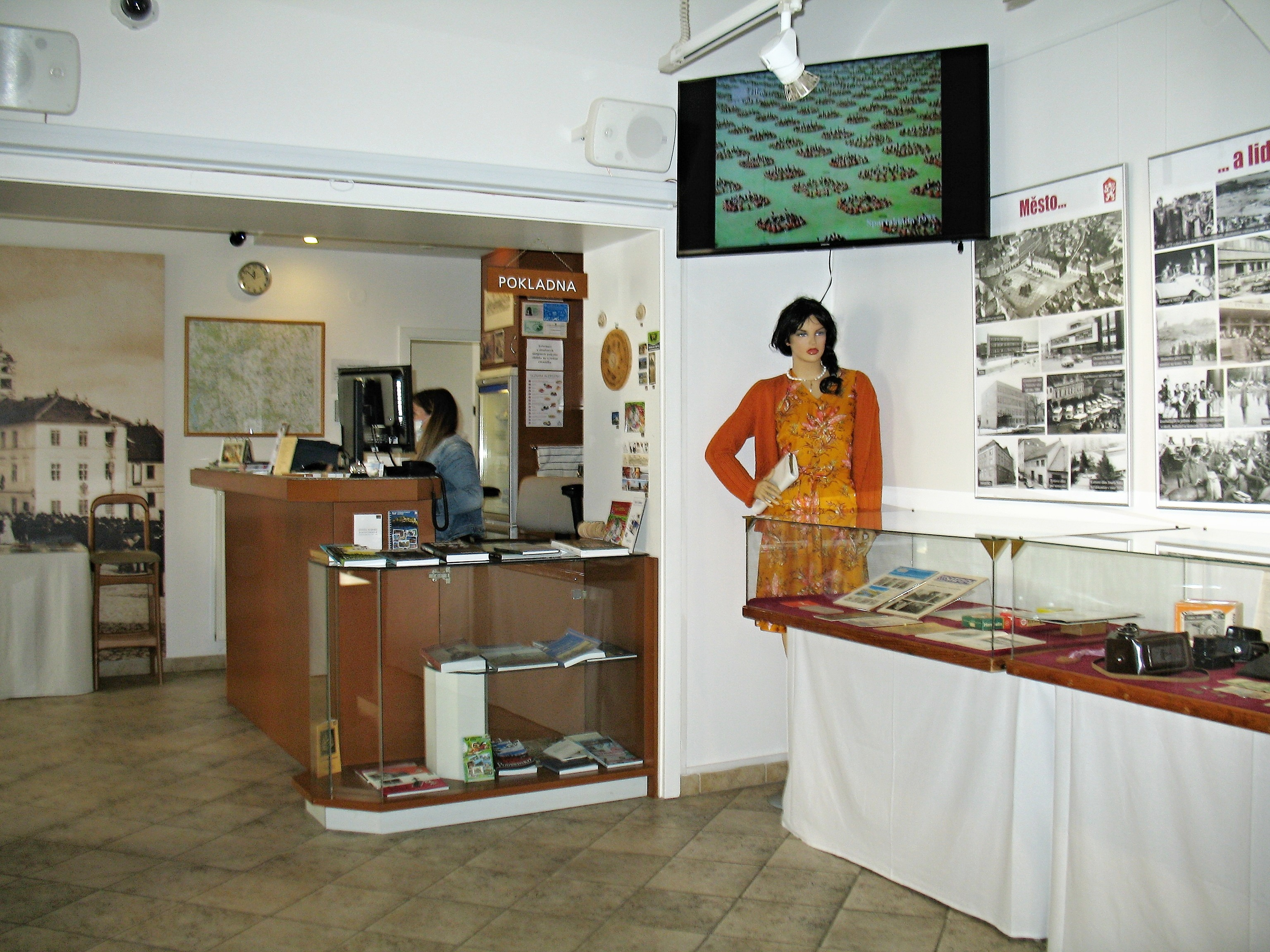
Retro výstava „Generace X: Jak žily Husákovy děti?“, červen 2020

V části, věnované pravěkému osídlení středního Povltaví, jsou vystaveny nálezy z keltského oppida v Hrazanech i z dalších lokalit, jako například z Křepenic, Zvírotic, Líchov, Krásné Hory nebo Krašovic. Neméně pestrá je sbírka nálezů z období středověku, doplněná o soubor gotických kachlů s náboženskými, heraldickými a loveckými náměty, nalezených při archeologickém průzkumu v Sedlčanech v roce 1996. Expozici se středověkou tematikou doplňuje tzv. cechovní síň. Národopisná expozice je nedílně spojena se sběratelskými a badatelskými aktivitami Čeňka Habarta. V části, věnované historii 19. a 20. století, zaujímají významné místo osudy Sedlčanska a jeho obyvatel v období druhé světové války. Další část muzejních expozic je vyhrazena osobnostem, jejichž život byl spojen se zdejším regionem – Jakubu Krčínovi z Jelčan a Sedlčan, který byl od roku 1580 pánem města a celého sedlčanského panství, a hudebnímu skladateli Josefu Sukovi, který pocházel z Křečovic. Nechybí ani připomenutí jména sedlčanského rodáka, spisovatele a novináře Karla Ladislava Kukly. Prostory v přízemí bývají věnovány krátkodobým výstavám.

## Budova muzea
První známé vyobrazení budovy staré radnice, která byla v letech po zrušení roboty sídlem okresního soudu, pak berního úřadu a mezi lety 1868 až 1934 sídlem okresního hejtmanství, je z roku 1602. Na této rytině má budova renesanční volutový štít a její fasáda je zdobena sgrafity. Ve sklepení někdejší radnice se zachoval gotický sloup. Na fasádě muzea jsou pamětní desky, připomínající polního maršála Josefa Václava Radeckého z Radče, rodáka z nedalekých Třebnic, a návštěvu prezidenta T. G. Masaryka v Sedlčanech v roce 1922.